# Lindsay Jennerich
Lindsay Jennerich (Victoria, 30 luglio 1982) è una canottiera canadese.

## Palmarès
- Olimpiadi

Rio de Janeiro 2016: argento nel 2 di coppia pesi leggeri.
- Mondiali

Karapiro 2010: oro nel 2 di coppia pesi leggeri.
Bled 2011: argento nel 2 di coppia pesi leggeri.
Amsterdam 2014: argento nel 2 di coppia pesi leggeri.